# Brett Ormerod
Brett Ryan Ormerod (ur. 18 października 1976 w Blackburn) – angielski piłkarz, grający na pozycji napastnika.

## Kariera
Karierę piłkarską Ormerod rozpoczął w Blackburn Rovers. W 1995 roku przeniósł się do Accrington Stanley, klubu grającego wtedy w Northern Premier League. W barwach tego klubu Ormerod rozegrał 54 spotkania i strzelił 32 gole. W 1997 roku Ormerod przeszedł do Blackpool. W drużynie tej zadebiutował 29 marca 1997 roku w meczu z Chesterfield. Pierwszą bramkę dla tej drużyny strzelił 26 grudnia tego samego roku, w meczu z Carlisle United. Ormerod jednak często siedział na ławce rezerwowych, ale w sezonie 1998/99 zaczął już grać coraz częściej. Przełom nastąpił jednak w sezonie 2000/01, gdzie Blackpool po roku przerwy powróciło do Football League Second Division. Ormerod był jednym z dwóch najlepszych strzelców tego zespołu (oprócz Johna Murphy’ego), a m.in. to jego gole dały wspomniany awans drużynie z Blackpool.
W połowie sezonu 2001/02 Ormerod przeszedł do Southampton, klubu grającego wtedy w Premier League. W tym klubie Ormerod zadebiutował 15 grudnia 2001 roku w meczu ze Sunderland, ale po raz pierwszy w wyjściowej jedenastce 2 marca 2002 roku, w meczu z Ipswich Town. W tamtym spotkaniu Ormerod strzelił gola. W następnym sezonie gry w Southampton Ormerod strzelił 5 goli w 31 spotkaniach, jednak z czasem tracił szanse na grę w podstawowej jedenastce i w sezonie 2004/05 został wypożyczony do dwóch klubów: najpierw do Leeds United, a później do Wigan Athletic. W obu klubach Ormerod rozegrał 12 spotkań i strzelił 2 gole.
W 2006 roku Ormerod podpisał kontrakt z Preston North End, klubem grającym w Championship. Z tego klubu również był wypożyczany do dwóch klubów: do Nottinghamu Forest i Oldham Athletic. W klubie z Prestonu Ormerod rozegrał 62 spotkania i strzelił 13 goli.
W 2009 roku piłkarz powrócił do Blackpool. Z tym klubem Ormerod awansował w sezonie 2009/10 do Premier League. W najwyższej klasie rozgrywkowej Ormerod rozegrał zaledwie 12 spotkań i strzelił jednego gola. 3 stycznia 2012 roku Ormerod, wraz ze swoim kolegą z drużyny, Maltańczykiem Danielem Bogdanoviciem został wypożyczony do Rochdale.